# Dixie Compton
Dixie Compton (Louisville, 8 ottobre 1899 – Ashland, 21 aprile 1986) è stata un'attrice statunitense.

## Biografia
Figlia di John Compton (1847-1920) e di Cora French Compton (1869-1964), Dixie Compton è nata nel Kentucky, a Louisville. Dal 1912 al 1917, ha lavorato per il cinema come attrice, girando otto film. Debuttò nel 1912, all'età di tredici anni, in Sisters, un cortometraggio prodotto da una piccola casa di produzione, la Champion Film Company.
È morta il 22 aprile 1986, dopo una lunga malattia, all'età di 86 anni. È stata sepolta al Compton Family Cemetery nella Lawrence County, in Kentucky.

## Filmografia
- Sisters (1912)
- The Blind Composer's Dilemma   (1913)
- A Woman Scorned   (1913)
- The Trail of the Lonesome Pine di Frank L. Dear    (1914)
- The Man o' Warsman di Thomas E. Shea  (1914)
- The Family Stain di Will S. Davis   (1915)
- The Senator di Joseph A. Golden   (1915)
- The Brand of Hate di Edwin Stevens (1917)